# Rozamunda (VI wiek)
Rozamunda (ok. 540–572/573) – Gepidka; córka Kunimunda; była królową Longobardów poprzez małżeństwo z Alboinem.
W Panonii Longobardowie toczyli walki z Awarami i Gepidami, innym wrogim plemieniem. Dopiero sojusz Alboina z Awarami doprowadził do upadku ojczyzny Rozamundy – państwa Gepidów w 567 r. Wedle innej teorii miała zostać wcześniej porwana na zlecenie Alboina co było bezpośrednim powodem wznowienia wojny pomiędzy dwoma zwaśnionymi plemionami. 
Według Pawła Diakona po zgładzeniu Kunimunda Alboin zamienił czaszkę jej ojca w udekorowaną czarę do picia, a jego branka Rozamunda została przez niego zmuszona do wypicia wina podczas uczty zorganizowanej w Weronie.
W maju 572 lub 573 r. Rozamunda uczestniczyła w spisku przeciwko mężowi. Najsłynniejszy z longobardzkich królów miał zostać zamordowany z podpuszczenia swej żony. Skontaktowała się z namiestnikiem Longinusem i uciekła łodzią do Rawenny wraz z Albsuintą i dworską świtą. Zabrała ze sobą także cały królewski skarbiec Longobardów. Później Rozamunda pokłóciła się z dostojnikiem, co doprowadziło do śmierci obojga, najprawdopodobniej po wypiciu zatrutego wina.